# Штёкли, Фриц
Фриц Карл Штёкли (нем. Fritz Karl Stöckli; 15 мая 1916 — 1968) — швейцарский спортсмен, серебряный призёр Олимпийских игр, серебряный призёр чемпионата Европы по вольной борьбе, бобслеист, чемпион мира по бобслею, участник зимних Олимпийских игр.

## Биография
Родился в 1916 году. В 1946 году завоевал серебряную медаль на чемпионате Европы по вольной борьбе.
Представлял Швейцарию на Олимпийских играх 1948 года, боролся в полутяжёлом (до 87 килограммов) весе и сумел завоевать серебряную медаль Олимпийских игр.
См. таблицу турнира
В 1952 году представлял Швейцарию на Зимних Олимпийских играх в составе экипажа боба-четвёрки (второй командой Швейцарии) и экипаж занял четвёртое место, проиграв чуть более двух секунд и уступив третье место первой команде Швейцарии. В 1953 году принимал участие в чемпионате мира по бобслею, где вместе с Феликсом Эндрихом завоевал звание чемпиона мира в двойке. Через неделю, во время заезда в четвёрке, их боб вылетел с трассы и врезался в дерево. Феликс Эндрих скончался по пути в больницу, ещё два члена экипажа получили тяжёлые травмы, а Штёкли отделался лёгкими ушибами. Тем не менее, вскоре после этих событий Штёкли покинул большой спорт.
Умер в 1968 году.